# Nyitra vármegye
Nyitra vármegye (szlovákul Nitrianska župa vagy Nitrianska stolica, németül Komitat Neutra, latinul Comitatus Nytriensis, Nitriensis) közigazgatási egység volt a Magyar Királyság északi részében. Egykori területe jelenleg Szlovákia része.

## Földrajzi helyzete
A vármegye területének északi része hegyes, déli része síkság. Északon a Kis-Kárpátok csoportjai, délen a Pozsonyi-medence síksága foglalta területét. A vármegyét északnyugaton a Morva határolta, emellett a Nyitra, Miava és a Vág is fontos folyója a vármegyének. Délkeleti részén a Zsitva is érintette.
Északon Trencsén vármegye, keleten Turóc és Bars vármegyék, délről Komárom vármegye, nyugatról pedig Morvaország és Pozsony vármegye határolta.
A nyitrai régió Szlovákia híres, nemzetközileg elismert borvidékeinek egyike. A borvidék (egyik) mai központja Kistapolcsány (Topoľčianky).

## Történelme
Nyitra vármegyét Szent István király hozta létre az államalapítás és a királyi vármegyerendszer megszervezése idején Nyitravár központtal.
A 16. század végén nagy pusztítást vitt véghez a török a Nyitra völgyében. 1598-ban 17909 ház adózott, míg 1600-ban már csak 12140.
1606-ból származó pecsétjét 1838-ban újították meg. Címerének központi motívuma a kun harcosra lesújtó Szent László király. A monarchia fennállásának végén a mai nyugat-szlovákiai területen a magyarság felülreprezentált volt a választójogúak közt, de más vármegyékhez hasonlóan itt sem került fölénybe.
A kőből vagy téglából épült épületek a vármegyében 70% felett voltak, és az utolsó évtizedekben magas volt a természetes szaporulat, melyet a belső migráció csak fokozott. 1920-tól Csehszlovákia része.
Az első bécsi döntés értelmében 1938 őszén a vármegye déli része egy rövid időre visszakerült Magyarországhoz, és a szintén csonka Pozsony vármegye megmaradt területével létrehozták a rövid életű Nyitra és Pozsony k.e.e. vármegyét. A világháború után az első bécsi döntést érvénytelenítették, a terület újra Csehszlovákia része lett.
1996-tól (szlovákiai megyerendezés) az egykori vármegye területe a szlovákiai Nyitrai kerület, Trencséni kerület, valamint Zsolnai kerület között van felosztva.

## Lakossága
1910-ben a vármegye összlakossága 457 500 személy volt, ebből:
- 324 664 szlovák (70,96%)
- 100 324 magyar (21,92%)
- 27 937 német (6,10%)

## Közigazgatás

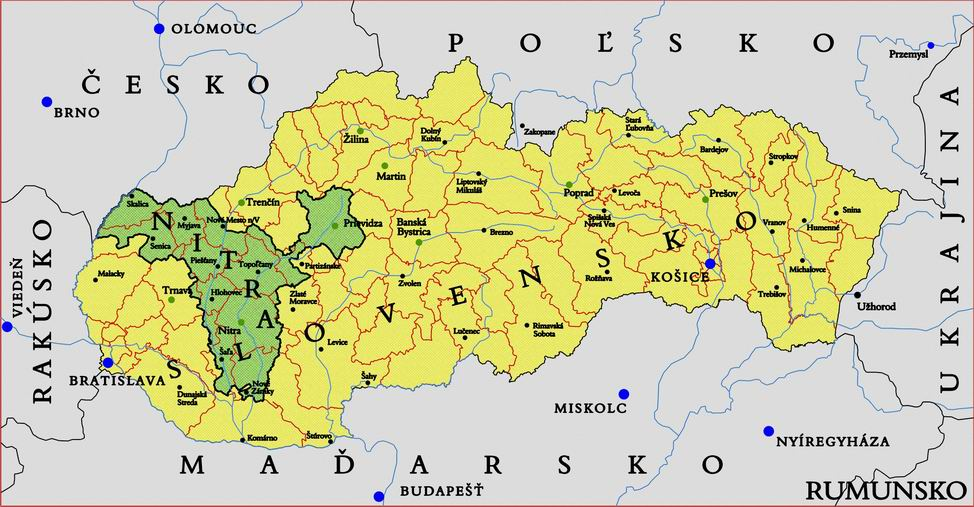
Az egykori Nyitra vármegye fekvése a mai Szlovákián belül

A vármegye tizenkét járásra volt felosztva:
- Érsekújvári járás, székhelye Nagysurány
- Galgóci járás, székhelye Galgóc
- Miavai járás, székhelye Miava
- Nagytapolcsányi járás, székhelye Nagytapolcsány
- Nyitrai járás, székhelye Nyitra (rendezett tanácsú város)
- Nyitrazsámbokréti járás, székhelye Nyitrazsámbokrét
- Pöstyéni járás, székhelye Pöstyén
- Privigyei járás, székhelye Privigye
- Szakolcai járás, székhelye Holics
- Szenicei járás, székhelye Szenice
- Vágsellyei járás, székhelye Tornóc
- Vágújhelyi járás, székhelye Vágújhely